# Баллібофі-Странорлар
Баллібофі-Странорлар (англ. Ballybofey-Stranorlar; ірл. Bealach Féich-Srath an Urláir) — (переписне) селище в Ірландії, знаходиться в графстві Донегол (провінція Ольстер).

## Демографія
Населення — 4 176 людей (за даними перепису 2006 року). В 2002 році населення складало 3 603. 
Дані перепису 2006 року:
| Загальні демографічні показники' |               |                           |                           |      |      |
| Усе населення                    | Усе населення | Зміни населення 2002-2006 | Зміни населення 2002-2006 | 2006 | 2006 |
| 2002                             | 2006          | люд.                      | %                         | чол. | жін. |
| 3 603                            | 4 176         | 573                       | 15,9                      | 2048 | 2128 |

У наведених нижче таблицях сума всіх відповідей (стовпець «сума»), як правило, менше загального населення населеного пункту (стовпець «2006»). 
| Релігія (Тема 2 — 5 : Кількість людей за релігіями, 2006) |             |              |             |            |       |       |
| Католики, люд.                                            | Католики, % | Інша релігія | Без релігії | не вказано | сума  | 2006  |
| 3 750                                                     | 89,8        | 311          | 94          | 21         | 4 176 | 4 176 |

| Етно-расовий склад (Етнічність. Тема 2 - 3 : Постійне населення за етнічним чи культурним походженням, 2006) |            |           |                          |        |      |            |       |       |
| Білі ірландці                                                                                                | Лухт-шулта | Інші білі | Негри або чорні ірландці | Азіати | Інші | не вказано | сума  | 2006  |
| 3 557 | 8          | 330       | 19                       | 61     | 49   | 30         | 4 054 | 4 176 |
| Частка від всіх відповівших на запитання, %                                                                  |            |           |                          |        |      |            |       |       |
| 87,7 | 0,2        | 8,1       | 0,5                      | 1,5    | 1,2  | 0,7        | 100   | 97,11 |

1 — частка відповівших на питання про мову від усього населення.
| Володіння ірландською мовою (Тема 3 — 1 : Кількість людей від 3-х років і старше за здатність говорити ірландською мовою, 2006) |       |            |       |       |
| Чи володієте Ви ірландською мовою?                                                                                              |       |            |       |       |
| Так | Ні    | не вказано | сума  | 2006  |
| 1 148 | 2 717 | 124        | 3 989 | 4 176 |
| Частка від всіх відповівших на запитання про мову, %                                                                            |       |            |       |       |
| 28,8 | 68,1  | 3,1        | 100   | 95,51 |

1 — частка відповівших на питання про мову від усього населення.
| Використання ірландської мови (Тема 3 - 2 : Irish speakers aged 3 or over by frequency of speaking Irish, 2006) |                                                  |                                          |                                          |                                          |                                          |                                          |       |                                           |       |
| Як часто і де Ви розмовляєте ірландською?                                                                       |                                                  |                                          |                                          |                                          |                                          |                                          |       |                                           |       |
| щоденно, тільки в освітніх закладах                                                                             | щоденно, як в освітніх закладах, так і поза ними | в інших місцях (поза освітньою системою) | в інших місцях (поза освітньою системою) | в інших місцях (поза освітньою системою) | в інших місцях (поза освітньою системою) | в інших місцях (поза освітньою системою) | сума  | усього, відповідавших на питання про мову | 2006  |
| щоденно, тільки в освітніх закладах                                                                             | щоденно, як в освітніх закладах, так і поза ними | щоденно                                  | кожен тиждень                            | рідше                                    | ніколи                                   | не вказано                               | сума  | усього, відповідавших на питання про мову | 2006  |
| 362 | 7                                                | 54                                       | 65                                       | 374                                      | 267                                      | 19                                       | 1 148 | 3 989                                     | 4 176 |
| Частка від всіх відповівших на запитання про мову, %                                                            |                                                  |                                          |                                          |                                          |                                          |                                          |       |                                           |       |
| 9,1 | 0,2                                              | 1,4                                      | 1,6                                      | 9,4                                      | 6,7                                      | 0,5                                      | 28,8  | 100                                       |       |

| Типи приватних помешкань (Тема 6 - 1(a) : Кількість приватних домоволодінь за типом розміщення, 2006) |          |         |                  |            |       |       |
| Окремий будинок                                                                                       | Квартира | Кімната | Мобільні будинки | не вказано | сума  | 2006  |
| 1 373                                                                                                 | 85       | 7       | 1                | 20         | 1 486 | 4 176 |